# Luigi Orcesi
Luigi Orcesi (fl. XX secolo) è stato un calciatore italiano, di ruolo attaccante.

## Caratteristiche tecniche
Giocava come interno destro o sinistro, o anche come centravanti.

## Carriera

### Club
Debuttò in massima serie con il Casale nel corso della Divisione Nazionale 1926-1927: scese in campo per la prima volta il 5 dicembre 1926 contro il Brescia, alla 9ª giornata; al turno successivo (19 dicembre) segnò il gol della vittoria per 1-0 contro l'Alba Audace. Concluse la stagione con 4 presenze e 1 rete. Nella Divisione Nazionale 1927-1928 non giocò alcun incontro: tornò nella rosa del Casale nel 1928-1929. Fece il suo esordio il 30 settembre 1928 contro il Prato. Giocando come centravanti segnò una rete al Modena il 31 marzo 1929, alla 21ª giornata. Alla sua seconda annata in massima serie assommò 12 presenze, con 4 reti. Rimase nell'organico del Casale almeno fino all'agosto del 1931: in quel mese, difatti, fu messo in lista di trasferimento.

## Palmarès

### Club

#### Competizioni nazionali
- Serie B: 1

Casale: 1929-1930